# Impatiens spireana
Impatiens spireana är en balsaminväxtart som beskrevs av Joseph Dalton Hooker. Impatiens spireana ingår i släktet balsaminer, och familjen balsaminväxter. Inga underarter finns listade i Catalogue of Life.